# Emam Saheb
Emam Saheb (persană امام صاحب) este un oraș din Afganistan.